# 中国女医师协会
中国女医师协会是1995年7月成立的中华人民共和国女性医务工作者组成的群众性学术团体，是卫生部主管的社会团体、民政部注册的国家一级协会，是全国性、公益性、非营利性的社会团体法人。2010年9月，成为中国科学技术协会主管的社会团体。办公地点在北京市朝阳区。